# Tachys bistriatus
Tachys bistriatus är en skalbaggsart som först beskrevs av Caspar Erasmus Duftschmid 1812.  Tachys bistriatus ingår i släktet Tachys, och familjen jordlöpare. Arten har ej påträffats i Sverige.